# Camp de l'Arpa (métro de Barcelone)
Camp de l'Arpa est une station de la ligne 5 du métro de Barcelone.

## Situation sur le réseau
La station se situe sous la rue de l'Industrie (Carrer de la Indústria), sur le territoire de la commune de Barcelone, dans le district d'Eixample. Elle s'intercale entre Sant Pau | Dos de Maig et La Sagrera.

## Histoire
La station ouvre au public en 1970, avec la mise en service d'un prolongement de la ligne V depuis Diagonal-Paseo de Gràcia jusqu'à La Sagrera.

## Services aux voyageurs

### Accès et accueil
La station dispose de deux voies et deux quais latéraux.

## À proximité
La station se trouve à proximité de la bibliothèque municipale Camp de l'Arpa-Catarina Albert.